# Dona Flor e Seus Dois Maridos (filme de 1976)
Dona Flor e Seus Dois Maridos  é um filme nacional de comédia, lançado em 1976. Dirigido por Bruno Barreto, o filme é uma adaptação do livro homônimo de Jorge Amado, com roteiro de Barreto, Eduardo Coutinho e Leopoldo Serran. O elenco é composto por Sônia Braga, José Wilker e Mauro Mendonça, e a direção de fotografia é de Murilo Salles.
O filme foi produzido pela Produções Cinematográficas L.C. Barreto, com produção associada da Triângulo Filmes e Companhia Serrador. O patrocínio foi concedido pelo Banco Nacional, Banco Econômico S.A. e Banco América do Sul.A distribuição no Brasil ficou a cargo da Embrafilme.
Foi por 34 anos recordista de público no cinema brasileiro, com mais de 10 milhões de espectadores, até ser ultrapassado em 2010 por Tropa de Elite 2.O filme foi refilmado nos Estados Unidos em 1982, como Meu Adorável Fantasma, e no Brasil em 2017.
Em 1998, o filme foi adaptado para a TV Globo como uma minissérie. Em novembro de 2015, ele entrou na lista dos 100 melhores filmes brasileiros de todos os tempos da Associação Brasileira de Críticos de Cinema (Abraccine).

## Sinopse
No início da década de 1940, Dona Flor, sedutora professora de culinária em Salvador, é casada com o malandro Vadinho, que só quer saber de farras e jogatina nas boates da cidade. A vida de abusos e noites em claro acaba por acarretar sua morte precoce num domingo de Carnaval de 1943, deixando Dona Flor viúva. Logo ela se casa de novo, com o recatado e pacífico farmacêutico da cidade. Com saudades do antigo marido que apesar dos defeitos era um ótimo amante, acaba causando o retorno dele em espírito, que só ela vê. Isso deixa a mulher em dúvida sobre o que fazer com os dois maridos que passam a dividir o seu leito.

## Música
Chico Buarque de Holanda com interpretação de Simone.

## Elenco
| Ator                | Personagem                           |
| ------------------- | ------------------------------------ |
| Sônia Braga         | Florípides Guimarães (Dona Flor)     |
| José Wilker         | Valdomiro Santos Guimarães (Vadinho) |
| Mauro Mendonça      | Dr. Teodoro Madureira                |
| Dinorah Brillanti   | Rozilda                              |
| Nelson Xavier       | Mirandão, amigo de Vadinho           |
| Arthur Costa Filho  | Carlinhos, o guitarrista             |
| Rui Resende         | Cazuza, o bêbado                     |
| Mário Gusmão        | Arigof                               |
| Nelson Dantas       | Clodoaldo, o poeta                   |
| Haydil Linhares     | Norminha, amiga de Flor              |
| Nilda Spencer       | Dinorah, amiga de Flor               |
| Sílvia Cadaval      | Jacy                                 |
| Ivanilda Ribeiro    | Sofia, a empregada                   |
| Sue Ribeiro         | Magnólia                             |
| Francisco Santos    | Venâncio, o padre                    |
| Francisco Dantas    | Dr. Argemiro                         |
| João Gama           | Moreira, marido de Dona Norma        |
| Alvaro Freire       | Silvério                             |
| Hélio Ary           | Venceslau Diniz                      |
| Wilson Mello        | Vivaldo                              |
| Lourdes Coimbra     | Dionísia, a prostituta               |
| Miguelão            | Paranaguá Ventura                    |
| Manfredo Colassanti | Pelanchi                             |
| Antônio Ganzarolli  | Dedinho                              |
| Jurandyr Ferreira   | Emílio Veiga                         |
| Mara Rúbia          | Claudete                             |
| Lícia Magna         | Filó                                 |
| Joaquim Menezes     | Comendador                           |
| Orlanita Ribeiro    | Mulher                               |
| Antônio Victor      | Antiógenes                           |
| José Ribeiro        | Gerônimo                             |
| Cláudio Mamberti    | Homem                                |
| Dita Corte Real     | Inácia                               |
| Marta Anderson      | Mirabel                              |
| Eliane Rogério      | Tavinha                              |
| Betty Lago          | Zizi                                 |
| Marta Moyano        | Amália                               |
| Gigi                | Garota                               |
| Zé Anão             | Homem                                |
| Heleno Lopes        | Homem                                |
| Betty Faria         | Leniza Mayer, a famosa cantora       |
| Fernanda de Jesus   |                                      |
| Mercedes Ruehl      | Garota americana no cassino          |

## Principais prêmios e indicações
Festival de Gramado
- Ganhou dois Kikitos, nas categorias de melhor diretor e melhor trilha sonora.

Globo de Ouro (EUA)
- Recebeu uma indicação, na categoria de melhor filme estrangeiro.

BAFTA (Reino Unido)
- Indicado na categoria melhor revelação (Sônia Braga)